# Безпалко Йосип Іванович
Безпа́лко Йосип (Осип) Іванович (нар.13 травня 1881 — пом.1950) — український політичний і державний діяч.

## Життєпис
Народився у місті Чернівці, Північна Буковина у бідній міщанській родині.
Через політичну діяльність виключено з гімназії. У 1899 році — заснував таємний гурток гімназійної та студентської молоді. У 1901—1902 роках редагував газету «Буковина» — орган буковинської національної організації. У 1903 році розпочав педагогічну діяльність. Засновник одного з перших на Буковині товариств «Січ» і редактор учительського часопису «Промінь» (1903). У 1907—1908  роках крайовий секретар профспілок Буковини.
У 1907—1914 роках засновник і голова крайової організації Української соціал-демократичної партії (УСДП) на Буковині, у 1908—1914 роках редактор місцевого партійного органу — газетою «Борба».
У 1915—1916 роках — голова просвітньої комісії у таборі для українських військовополонених (Раштатт, Німеччина).
Делегат Української Національної Ради Буковини і ЗУНР — ЗУНР-ЗОУНР (грудень 1918 — квітень 1919), УСДРП (1919), Трудового Конгресу, в листопаді 1918 — комісар Чернівців. Не погоджувався разом з Семеном Вітиком, підтримуваний Симоном Петлюрою, з реорганізацією системи державного управління під керівництвом диктатора ЗУНР Євгена Петрушевича. У 1919—1920 роках міністр праці в урядах Бориса Мартоса та Ісаака Мазепи.
11 лютого 1920 р. в Кам'янці-Подільському був арештований польською владою разом з представниками уряду УНР Мазепою Ісааком, Андрієм Лівицьким, Іваном Огієнком відповідно до наказу польського головного комісара Волині й Подільського фронту А. Мінкєвича. Офіційне вибачення за «прикрий випадок» арешту було надано польським МЗС 11 березня українській дипломатичній місії в Варшаві.

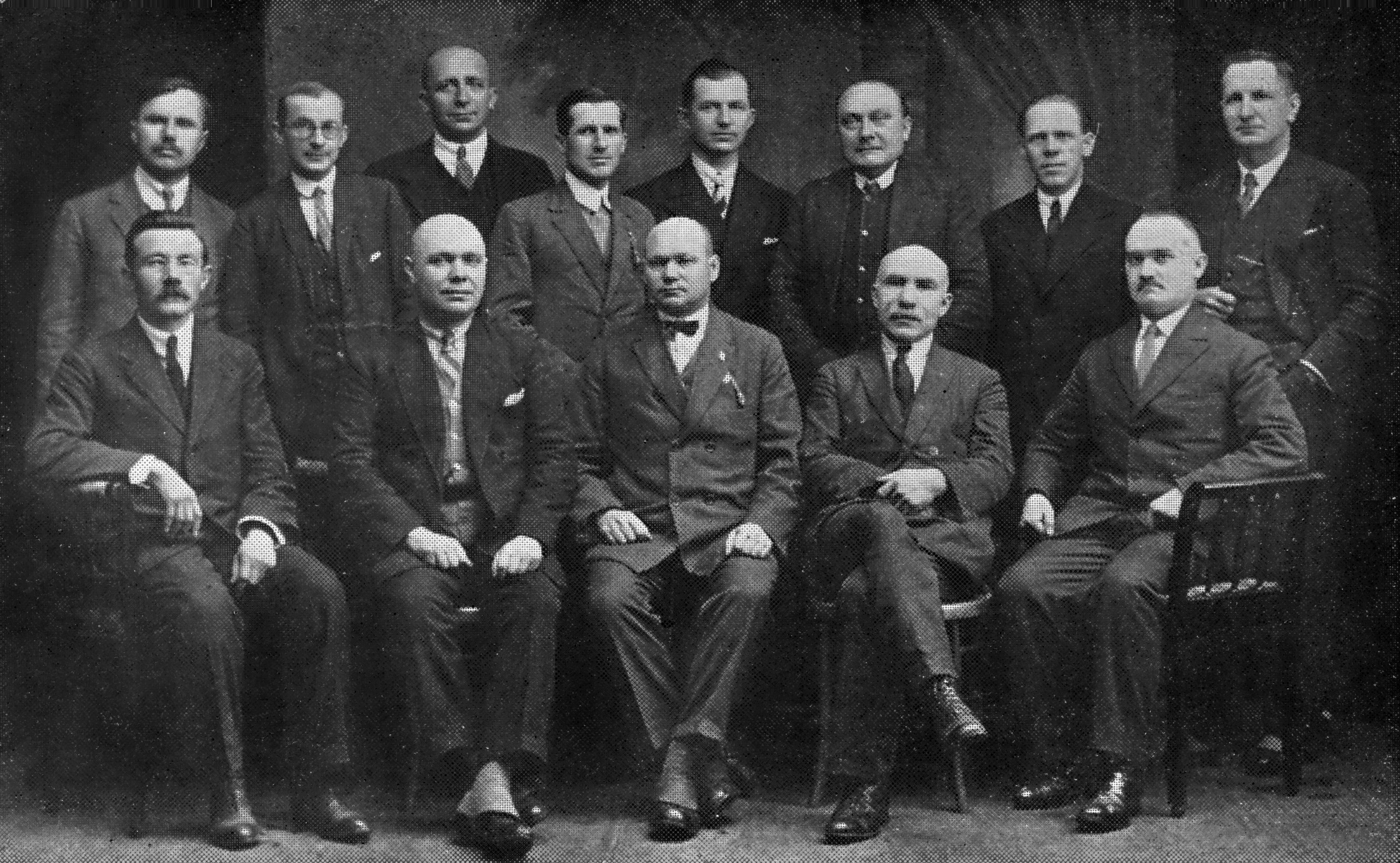
Члени Конференції УСДРП в Подєбрадах 1926 р. Йосип Безпалко стоїть третій зправа.

У 1920 році — емігрував до Чехословаччини, викладав німецьку мову в Українській господарській академії в Подєбрадах (Чехія). Автор наукових розвідок з історії українсько-німецьких відносин. Автор численних політичних статей, розвідок про німецько-слов'янські взаємини на початку XIX століття.
У 1938 році — обрано головою Українського січового союзу.
У 1947 році схоплений спецслужбами СРСР, доправлений до Радянського Союзу та репресований НКВС СРСР. Загинув у концтаборі (Казахстан).